# Honorio Machado
Honorio Machado (Quibor, 26 luglio 1982) è un dirigente sportivo ed ex ciclista su strada venezuelano, professionista dal 2004 al 2012.

## Carriera
A partire dal 2006 iniziò ad ottenere buoni risultati, quali il terzo posto alla Parigi-Bruxelles dietro a velocisti esperti come Robbie McEwen e Jeremy Hunt (2007).
Nel 2012 ebbe un grave incidente che pose fine alla sua carriera.

## Palmarès

### Strada
- 2008

2a tappa Vuelta a Venezuela
- 2009

Campionato nazionale ciclistico del Venezuela
2a tappa Vuelta a Venezuela
- 2011

1a tappa Vuelta al Tachira
2a tappa Vuelta a Venezuela
- 2014

2a tappa Vuelta de Paranà